# Kolheyggjur
Kolheyggjur är en kulle i Färöarna (Kungariket Danmark).   Den ligger i sýslan Suðuroyar sýsla, i den södra delen av landet, 60 km söder om huvudstaden Tórshavn. Toppen på Kolheyggjur är 46 meter över havet. Kolheyggjur ligger på ön Suðuroy.
Terrängen runt Kolheyggjur är lite kuperad. Havet är nära Kolheyggjur åt nordost. Runt Kolheyggjur är det ganska glesbefolkat, med 29 invånare per kvadratkilometer. Närmaste större samhälle är Vágur, 5,0 km sydväst om Kolheyggjur. Trakten runt Kolheyggjur består i huvudsak av gräsmarker.